# 奧蒙德海 (佛羅里達州)
奧蒙德海（英語：Ormond-by-the-Sea）是位於美國佛羅里達州福祿喜雅縣的一個人口普查指定地區。

## 地理
奧蒙德海的座標為29°20′21″N 81°03′57″W / 29.33917°N 81.06583°W，而該地最高點為海拔高度4米（即13英尺）。

## 人口
根據2010年美國人口普查的數據，奧蒙德海的面積為5.10平方千米，當中陸地面積為5.10平方千米，而水域面積為0.00平方千米。當地共有人口8430人，而人口密度為每平方千米1,652人。